# C'est compliqué (film)
Pour les articles homonymes, voir Crush.
Pour plus de détails, voir Fiche technique et Distribution.
C'est compliqué (Crush) est une comédie américaine réalisée par Sammi Cohen, sortie en 2022 sur la plateforme Hulu et Disney+.

## Synopsis
Une artiste en herbe est contrainte de rejoindre l'équipe d'athlétisme de son lycée, profitant de l'occasion pour poursuivre la fille pour laquelle elle a le béguin depuis longtemps. Plus tard, cependant, elle tombe amoureuse d'une coéquipière inattendue et découvre alors ce qu'est le véritable amour.

## Distribution
- Rowan Blanchard (VF : Kelly Marot) : Paige Evans
  - Addyson Tabankin : Paige jeune
- Tyler Alvarez (VF : Gabriel Bismuth-Bienaimé) : Dillon
  - Ty DeMoya : Dillon jeune
- Auli'i Cravalho (VF : Joséphine Ropion) : A. J. Campos
  - Zoe Gandolfo : A. J. jeune
- Teala Dunn (VF : Justine Berger) : Stacey Clark
- Isabella Ferreira : Gabriela Campos
  - Samsara Yett : Gabriela jeune
- Addie Weyrich : Chantal
- Megan Mullally (VF : Brigitte Aubry) : Angie Evans, la mère de Paige.
- Aasif Mandvi (VF : Marc Saez) : Murray, le coach.
- Michelle Buteau (en) (VF : Corinne Wellong) : la principale Collins
- Rico Paris : Tim
- Jes Tom (en) : Aya

Version française dirigée par Delphine Braillon au studio Dubbing Brothers, d'après une adaptation des dialogues de Cyrielle Roussy.
 Source et légende : version française (VF) sur RS Doublage et carton du doublage français.

## Production

### Développement
En juillet 2021, Kirsten King et Casey Rackham présentent un scénario basé sur leurs propres expériences de vie, une jeunesse queer, évitant de traiter le scénario habituel du coming out. La réalisatrice Sammi Cohen s'identifie au projet, initialement appelé Love in Color.

### Distributions des rôles
En août 2021, Rowan Blanchard et Auliʻi Cravalho sont annoncées au casting. 

### Tournage
Le tournage du film  s'est déroulé à Syracuse, un quartier de New York.